# WAVE OF LOVE
「WAVE OF LOVE」（ウェーブ・オブ・ラブ）は、Kiss Destinationが2001年3月7日にリリースした10枚目（メジャーデビュー以前から通算すると15枚目）のシングル。

## 内容
ポニーキャニオン内のレーベルフライトマスターに移籍。再びメジャーレーベルからのリリースとなる。
表題曲「WAVE OF LOVE」は、フジテレビ主催イベント「イタリアまつり」イメージ・ソングに起用された。楽曲のコンセプトは「今後Kiss Destinationが目指す音への実験」であり、変拍子を使うアプローチをとった。
インディーズ限定発売だった前作「Sweet Memories」がカップリング曲として収録されている。

## 収録曲
| 全作詞: 吉田麻美、全作曲・編曲: 小室哲哉。 |                                   |          |            |      |
| #                                          | タイトル                          | 作詞     | 作曲・編曲 | 時間 |
| 1.                                         | 「WAVE OF LOVE -ORIGINAL MIX-」   | 吉田麻美 | 小室哲哉   | 6:40 |
| 2.                                         | 「WAVE OF LOVE -INSTRUMENTAL-」   | 吉田麻美 | 小室哲哉   | 6:39 |
| 3.                                         | 「Sweet Memories -ORIGINAL MIX-」 | 吉田麻美 | 小室哲哉   | 5:14 |
| 4.                                         | 「Sweet Memories -INSTRUMENTAL-」 | 吉田麻美 | 小室哲哉   | 5:13 |
| 合計時間:                                  | 合計時間:                         | 23:46    |            |      |

## クレジット
- Produced, Performed : 小室哲哉
- All Vocals Performed : 吉田麻美, 小室哲哉
- Mixed : Mike Butler
- Mastering : Chris Bellman (Bernie Grundman Mastering Hollywood)

## 収録アルバム
WAVE OF LOVE
- AMARETTO（アルバムバージョンで収録）

Sweet Memories
- AMARETTO（アルバムバージョンで収録）